# Kalendarium powstania warszawskiego – 13 sierpnia

## 13 sierpnia, niedziela

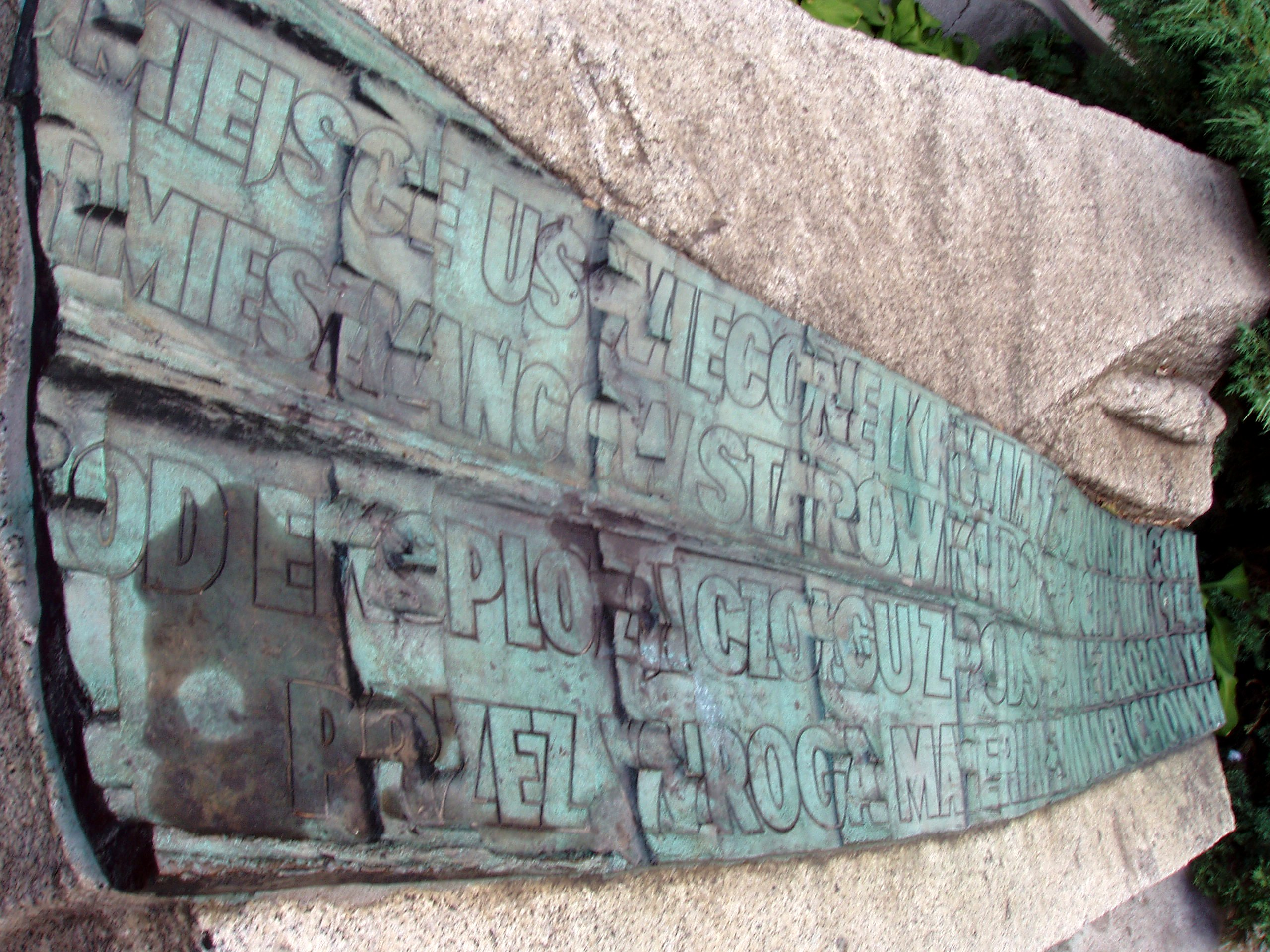
Przy ul. Kilińskiego na Starym Mieście: Miejsce uświęcone krwią 500 powstańców i mieszkańców Starówki poległych 13 VIII 1944 od eksplozji czołgu z podstępnie założonym przez wroga materiałem wybuchowym

Po upadku Stawek Stare Miasto znalazło się w okrążeniu. Siły niemieckie wokół kotła tej dzielnicy dowodzone przez gen. Reinefartha liczą co najmniej 8 tys. żołnierzy. Gen. von dem Bach wydaje rozkaz likwidacji tego rejonu wraz ze znajdującym się w nim zgrupowaniem powstańczym.
Z powodu silnego ostrzału i bombardowań oraz rosnącej aktywności oddziałów nieprzyjaciela w rejonie Ogrodu Krasińskich Komenda Główna AK przeniosła się z gmachu szkoły powszechnej przy ul. Barokowej do pałacu Raczyńskich.
W nocy kilkanaście samolotów Halifax dokonało zrzutów broni amunicji i broni przeciwpancernej.
Na Starym Mieście żołnierze batalionu „Gustaw” wprowadzają na ul. Kilińskiego porzucony przez niemiecką załogę na placu Zamkowym ciągnik czołgowy Borgward IV. Pojazd był wypełniony materiałem wybuchowym. Doszło do potężnej eksplozji.
Zginęło wielu żołnierzy (m.in. Zawiszak Michał Woynicz-Sianożęcki, Michał Światopełk-Mirski, Jędrzej Augustyński) i osób cywilnych (m.in. aktor dramatyczny Józef Orwid). Wśród kontuzjowanych znalazł się gen. Tadeusz Bór-Komorowski znajdujący się w tym czasie w pałacu Raczyńskich.
Nastąpiło natarcie powstańców na Hale Mirowskie w celu przebicia łączności ze Starym Miastem.

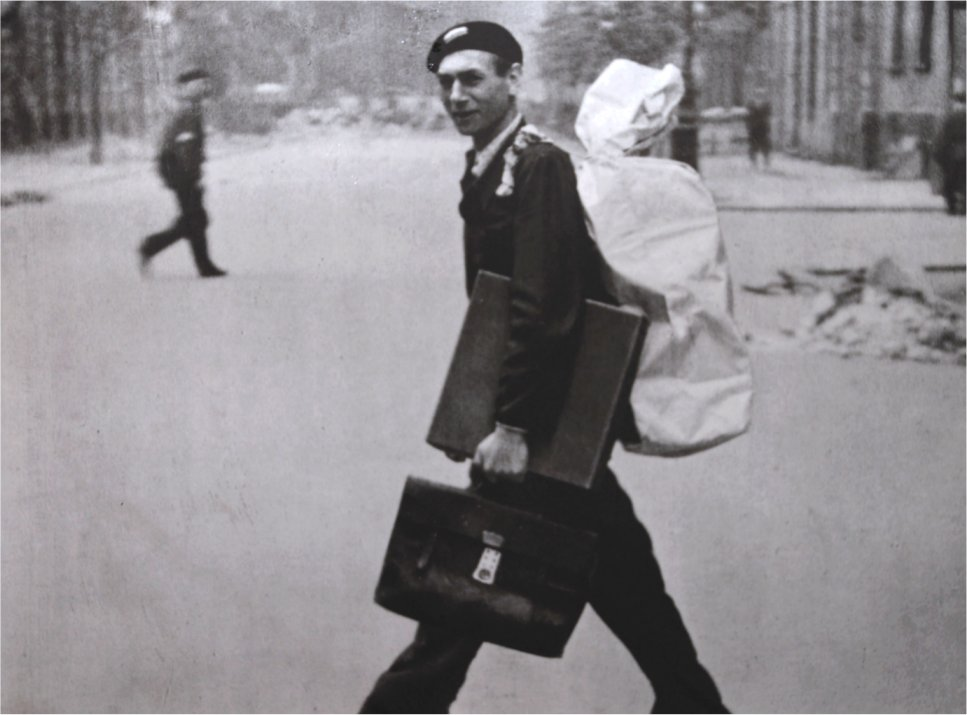
Montażysta i operator filmowy Wacław Kaźmierczak podczas powstania

W kinie Palladium przy ul. Złotej 7/9 odbył się pokaz powstańczej kroniki filmowej − filmu Warszawa walczy, nakręconego przez operatorów Referatu Filmowego Biura Informacji i Propagandy Komendy Głównej Armii Krajowej. Pokazano m.in. walki w Śródmieściu i pożar domów w Alejach Jerozolimskich.
W kaplicy przy ulicy Moniuszki 11 odbył się ślub sanitariuszki Alicji Treutler „Jarmuż” i podchorążego Bolesława Biegi „Pałąka” udzielony przez ks. Wiktora Potrzebskiego „Corda”.  

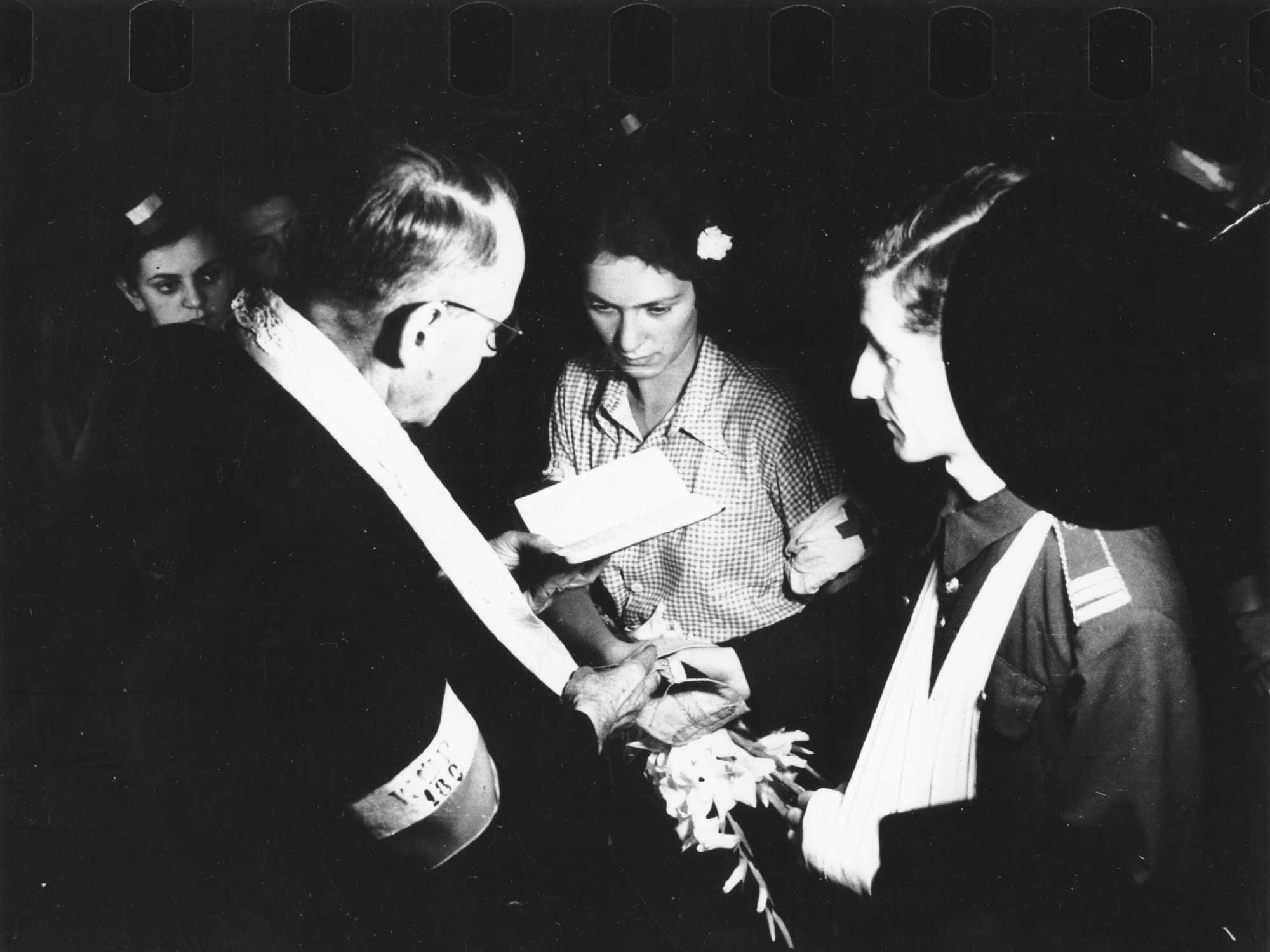
Ślub sanitariuszki Alicji Treutler „Jarmuż” i podchorążego Bolesława Biegi „Pałąka” udzielony przez ks. Wiktora Potrzebskiego „Corda” w kaplicy przy ulicy Moniuszki 11

Tego dnia polegli żołnierze 2. kompanii „Rudy” batalionu „Zośka” podporucznik Marek Długoszowski (ps. „Baobab”), ppor. Andrzej Sobolewski, ppor. Andrzej Zagrodzki. Na Starym Mieście zginął Stefan de Julien z batalionu „Parasol” i kwatermistrz „Grupy Północ” Olgierd Ostkiewicz-Rudnicki. W szpitalu Jana Bożego przy Bonifraterskiej najprawdopodobniej tego samego dnia zmarł sierż. pchor. Stanisław Zołociński.
Z przemówienia następcy Prezydenta Rzeczypospolitej Tomasza Arciszewskiego, nadanego w Polskim Radiu z Londynu:
Walczycie o niepodległość Polski, a naszym zadaniem tutaj jest stać nieugięcie na straży, aby ta walka nie była beznadziejna, ażeby ci, którzy umierają, umierali z tą wiarą, że Polska będzie wolna i szczęśliwa, i ażeby demokracja światowa znała Waszą walkę i Wasze poświęcenie.